# 海南兰花蕉
海南兰花蕉（学名：Orchidantha insularis）为芭蕉科兰花蕉属下的一个种。